# Denkmal Friedrichs des Großen (Neutrebbin)

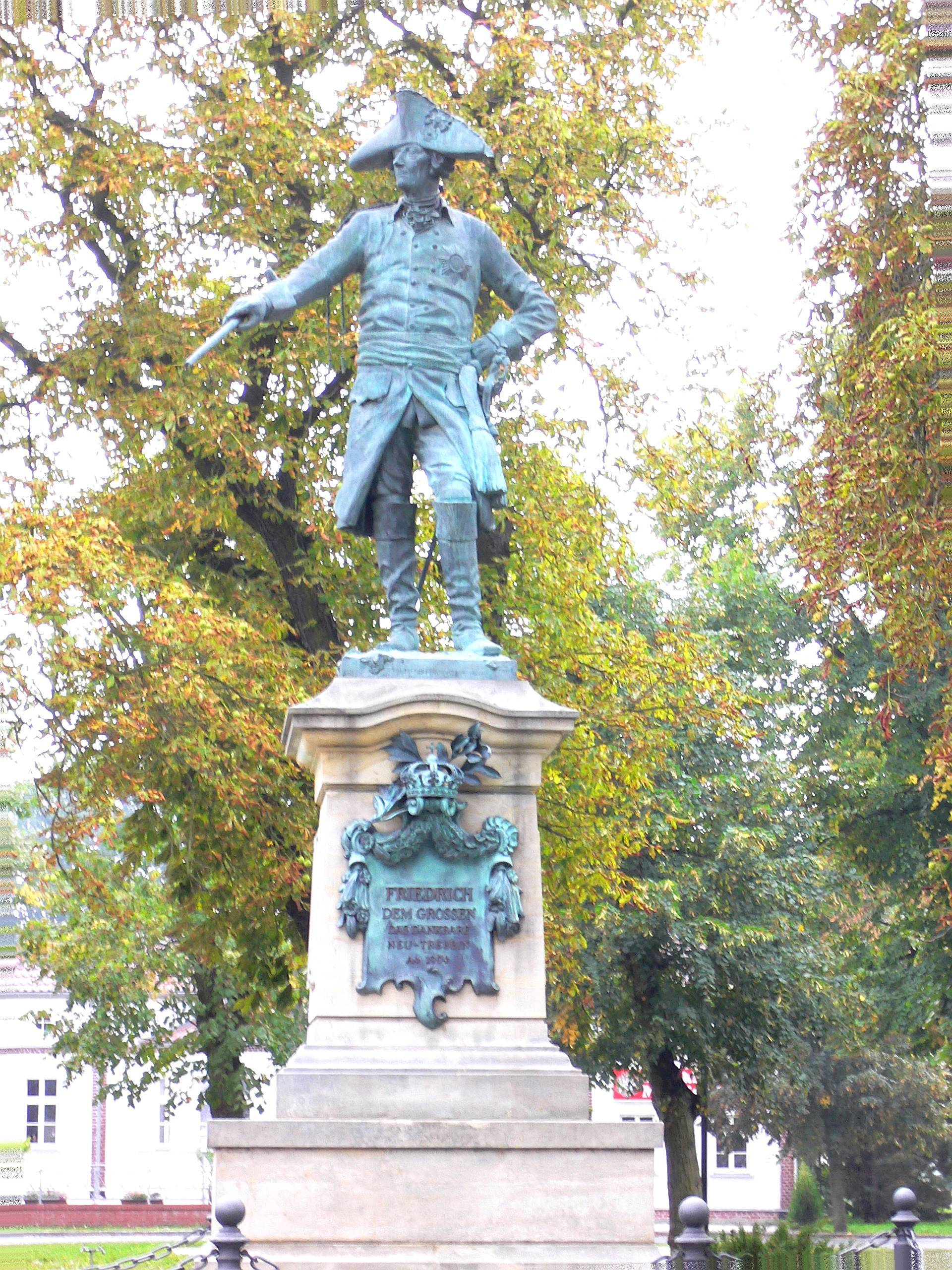
Denkmal Friedrichs des Großen

Das Denkmal Friedrichs des Großen ist ein denkmalgeschütztes Standbild des preußischen Königs Friedrich II. in Neutrebbin im Oderbruch. Es wurde 1994 durch Roland Rother nach dem historischen Original von Heinrich Wefing von 1904 neu angefertigt.

## Geschichte
Am 5. Juni 1904 wurde ein Denkmal für Friedrich den Großen in Neutrebbin anlässlich der 150-Jahr-Feier der Gründung des Kolonistendorfes eingeweiht.
Dieser hatte durch seine Anordnungen zur Trockenlegung des Oderbruchs die Besiedlung möglich gemacht.
Neutrebbin hatte damit auch den inoffiziellen Wettstreit um das erste Friedrichdenkmal im Oderbruch gegen den Nachbarort Letschin gewonnen, der erst 1905 sein Denkmal einweihen konnte.
1952 verschwand das Denkmal. Ab 1992 bemühte sich der Bildhauer Roland Rother aus Willmersdorf um eine Rekonstruktion des Standbildes nach historischen Vorlagen. 1994 konnte dieses neu aufgestellt und eingeweiht werden.
Es gehört zu den Kulturdenkmalen des Landes Brandenburg.

## Beschreibung
Das Standbild aus Bronze zeigt den König Friedrich in jüngeren Jahren mit einer Papierrolle in der rechten Hand, auf der mutmaßlich die Pläne zur Trockenlegung des Oderbruchs festgehalten waren.
An dem Postament aus Sandstein sind drei Inschriften in wappenförmigen Schilden in Großbuchstaben angebracht.
Friedrich dem Grossen
das dankbare Neu-Trebbin
A.D. 1904
Es ist nicht nötig, dass ich lebe
aber es ist nötig, dass ich arbeite, solange ich lebe,
um mein Volk glücklich zu machen
Hier habe ich in Frieden eine Provinz erobert, die mich keinen Soldaten gekostet hat